# 安全聆听

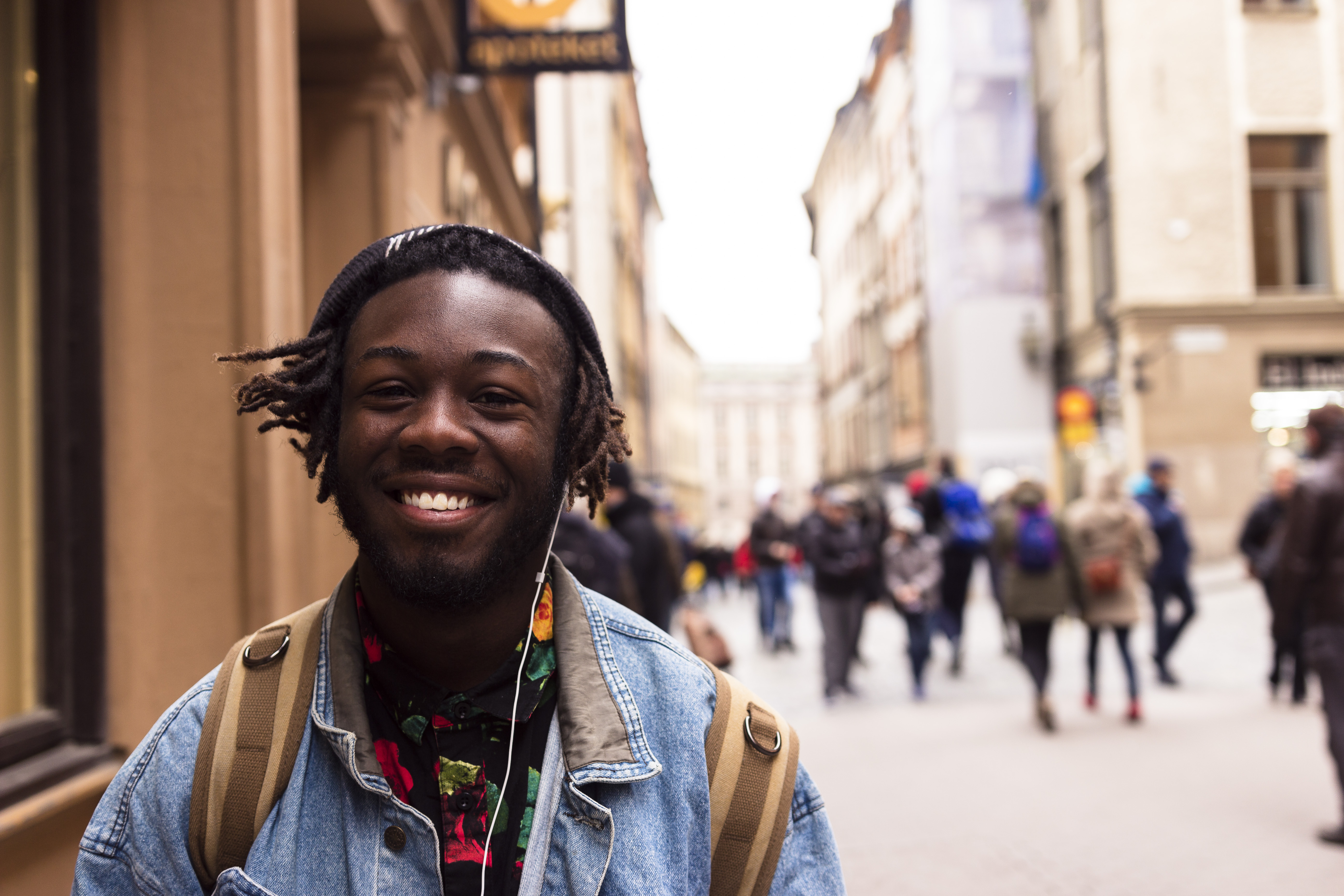
通过耳机听的人

安全聆听是促进健康的行动框架，以确保声音有关的娱乐活动（例如音乐会，夜总会和听音乐，广播或播客）不会损害听力。
研究表明，尽管反复暴露于任何大的声响都会导致和其他健康问题 听力障碍 和其他健康影响, 但“安全聆听”针对于自愿收听个人音频设备， 个人扩音产品 (PSAPs), 或者进入娱乐场所。 “安全聆听”策略能够预防噪声引起的健康问题, 包括 听力损失, 耳鸣, 和 听力减退. 虽然“安全聆听”无法解决不需要的声音（亦称为噪声）的暴露问题——例如，工作场所噪声或个人爱好产生的噪声——但它是全面提高听力健康的一个重要组成部分。
声音（无论是噪音还是音乐）暴露影响健康的风险主要取决于声音的强度（响度），活动的持续时间和暴露的频率。 这三个因素决定了到达人耳的总体声能水平，并可计算噪声暴露量，确定工作场所的噪声暴露限值。
噪声暴露的法规限值和推荐限值都是根据职业环境中获得的听力和噪声数据制定的，因为在这些环境中，人们会持续数十年接触到响亮的声音。  尽管世界各地的具体法规有所不同，但大多数工作场所的最佳实践将每天八小时内平均八十五分贝（dB A加权）作为最高安全暴露水平。通常使用3分贝交换率，即声音每增加3分贝，允许的暴露时间减半。例如，100 dBA的声音每天只能听15分钟。   
要确定非职业噪声暴露的风险标准，可以通过调整现有的职业数据实现。 美国环境保护局1974年推荐24小时的声音暴露限值为70分贝。这是考虑到工作场所噪声暴露环境是每工作班之间有16小时的安静时间，并且每周休息两天； 而每天暴露24小时噪声环境，耳朵没有“休息”。  1995年，世界卫生组织（WHO）也提出类似建议，即24小时平均暴露在70 dBA或以下，其引起终生听力损失的风险可忽略不计。音乐导致听力障碍的报道出现之后，    ，为防止声音有关的娱乐活动影响听力。有必要提出额外的建议和干预措施。  

## 公共卫生和社区干预
一些 （页面存档备份，存于）组织倡议养成安全的收听习惯。美国国家耳聋与其他沟通障碍研究所（NIDCD）制定了“青少年”人群（9-13岁的儿童）安全收听个人音乐播放器的指南。  危险分贝 （页面存档备份，存于）鼓励使用“ Jolene”人体模型来测量PLS的音量输出，以教育用户意识到使用个人音频设备会导致噪声过度暴露的问题。 这种人体模型的构造简单且成本低廉，在学校，健康博览会，候诊室等场所。使用时经常会吸引眼球。
澳大利亚听力研究部门-国家声学实验室（NAL）倡议“了解您的噪声” ，该倡议由澳大利亚卫生部资助。用户通过“了解您的噪声”网站的噪声风险计算器，可以很容易地识别和了解他们所处（工作和娱乐）的噪声暴露水平，以及听力损伤的风险。用户还可以参加在线听力测试，查看自己在嘈杂环境背景下的听力水平。作为2015年3月3日世界听力日  庆祝活动的一部分，世界卫生组织发起了“确定听力安全”的倡议 。该倡议的主要目标是确保所有年龄段的人都可以在不损伤听力的前提下，享受音乐和其他音频媒体的乐趣。噪声引起的听力损失，听觉亢进和耳鸣与大频繁使用大音量的设备（例如耳机，耳麦，入耳式耳机，耳塞和任何类型的无线立体声技术）有关。    
确保听力安全旨在：
- 提高对安全聆听习惯的认识（尤其是年轻人）；
- 对决策者，卫生专业人员，制造商，父母和其他人强调安全聆听的好处；
- 促进制定和实施适涵盖安全聆听内容的个人音频设备和娱乐场所的标准；
- 成为至少使用六种语言（阿拉伯文，中文，英文，法文，俄文和西班牙文）编写的开放资源和安全聆听实践信息的存储库。 [27]

世界卫生组织于2019年发布了安全聆听设备和系统的工具包，该工具包提供了拟议策略的原理，并确定了政府，行业合作伙伴和民间组织可以采取的行动。 

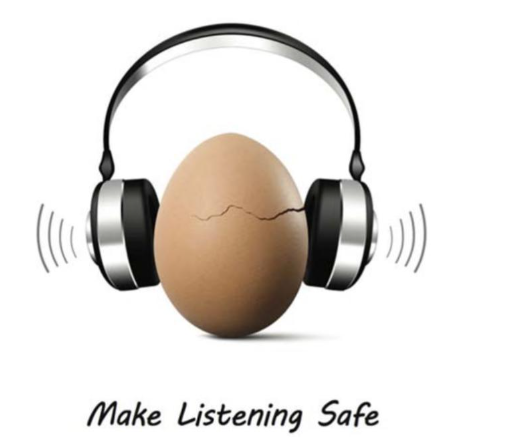
世界卫生组织的“确保听力安全”倡议的徽标

确保听力安全的方法之一是促进PLS中功能的开发，以提高用户对危险收听习惯的认识。在这方面，世界卫生组织与国际电信联盟（ ITU ）合作，制定了适当的声音暴露限值，并纳入自愿的H.870安全标准“安全监听设备/系统指南”中。 听力，耳科学，公共卫生，流行病学，声学和声音工程学领域的专家，以及专业组织，标准化组织，制造商和用户都在共同努力。 
“确保听力安全”还倡议娱乐场所的听力安全。夜总会，迪斯科舞厅，酒吧，健身房和体育比赛现场平均声压级（SPL）可高达120 dB（A加权）；现场流行音乐会声音可能更高。       频繁或者短时间暴露这些高强度的声音都会损害听力。作为建立娱乐场所的听力安全监管框架第一步，世卫组织首先审查各种娱乐场所现行噪声法规。 

## 声源干预

### 个人音频系统（PLS）
个人音频系统是一种便携式设备，设计用来收听音乐或游戏等媒体的声音，通常可以连接耳机或耳罩。这些设备的最大音量输出水平取决于具体设备和区域法规的要求，差异很大。 用户通常可以选择将音量限制在75到105 dB SPL之间。 国际电联和世界卫生组织建议开发PLS的监视功能，设置每周声音暴露限值，并在用户达到每周声音允许暴露量时发出警报。如果用户确认收到警报，则可以选择是否减小音量。如果用户没有确认收到警报，设备则自动将音量减小到预定水平（基于所选模式，如80或75 dBA）。这个建议通过以终端用户容易理解的方式，传递声音的暴露信息，可以使用户更轻松地管理其声音暴露量，避免声音过度暴露引起的任何负面影响。 采用这个方法，从2019年开始，苹果公司与密歇根大学公共卫生学院合作开发了 iPhone ， Apple Watch和iPad的健康应用程序 。这个用户自选的程序与世界卫生组织的“确保听力安全”倡议共享数据。经过一年的研究，2021年3月发布的初步结果表明，有25％的参与者每周多次耳鸣，20％有听力损失，而10％有噪声引起听力损失 的典型症状。近50％的参与者报告说，他们至少有10年没有接受听力测试。就暴露水平而言，25％的参与者曾经暴露在较高的环境声音中。 
国际技术委员会（ITC）于2010年发布了个人音频系统的第一个欧洲标准IEC 62368-1。 它将PLS的安全输出级别定义为85 分贝或更低，同时允许用户将音量提高到最大100 dBA。但是，当音量提高到最大水平时，该标准指定应弹出警报，警告听众可能会引发听力问题。 
2018年ITU和WHO的标准H.870  “安全聆听设备/系统的指南”着重于每周声音暴露的管理。该标准基于EN 50332-3标准“声音系统设备：与个人音乐播放器关联的耳机和耳机–最大声压级测量方法–第3部分：声音剂量管理的测量方法”。该标准将安全收听限值定义为每周40小时80 dBA的等效声级。 

#### 儿童的潜在差异

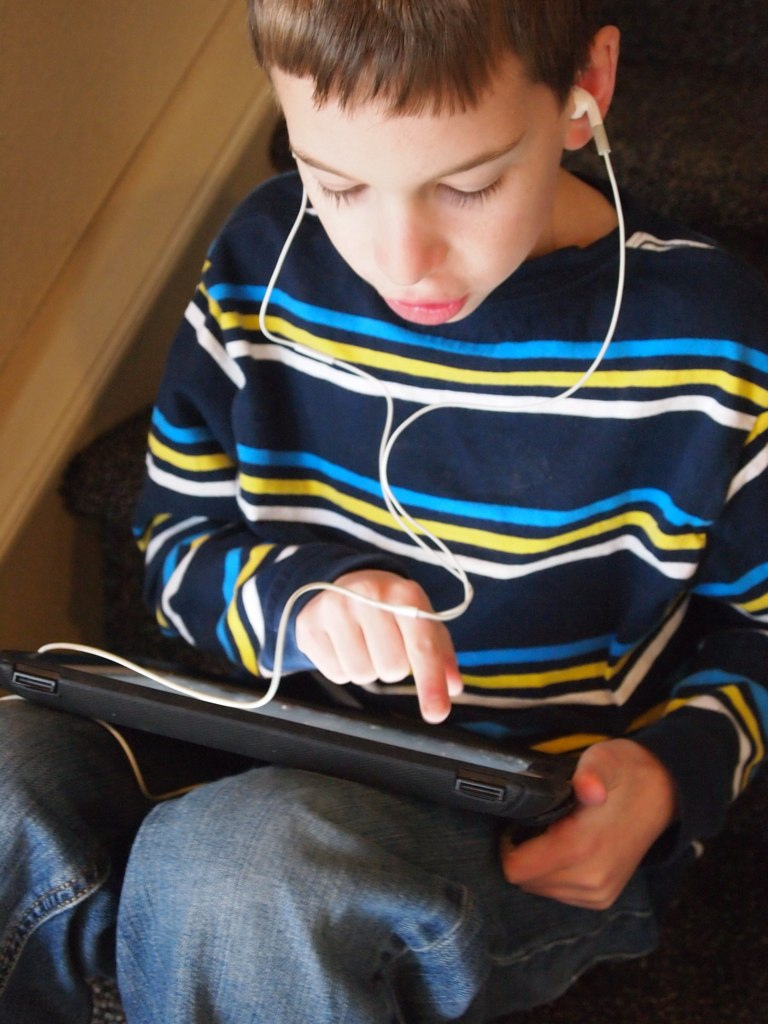
小学男孩戴着耳机的照片

儿童中频繁使用PLS引起了人们对此潜在风险的担忧。 对于儿童因噪声引起的听力损失的可接受风险尚无共识；由于成人和儿童存在生理差异，并且生命早期听力损失会造成更严重影响，成人听力损失风险标准可能不适合为儿童建立安全的听力水平。  
某研究项目假定最合适的儿童娱乐性噪声暴露限值能保护99％的儿童暴露该噪声18年后，在4 kHz的听力变化不超过5 dB。 使用国际标准化组织ISO 1999：2013标准 ，该研究作者估计，从出生到18岁，暴露于8小时平均声压（LEX）82 dBA下， 有99％的儿童4 kHz的听力变化约为4.2 dB或者更大，表明这些儿童的听力发生了变化。引入2 dBA的安全裕度后，将8小时的暴露量减少到80 dBA，该研究估计99％的儿童听力变化为2.1 dB或更低。为了确保从出生到18岁的听力，该研究建议将儿童的24小时噪声暴露限制在75 dBA。 其他研究人员亦建议，对强烈声音刺激敏感的儿童和用户，每周声音暴露量应限制在每周40小时75 dBA的水平。 

### 个人扩音设备（PSAP）
个人扩音设备是供听力正常人士使用的耳平式放大设备。 2014年对欧洲市场上可买到的27种PSAP的输出量水平检测结果显示，所有产品的最大输出水平都超过了120 dB SPL；23个超过 125分贝声压级，8个超过130 贝声压级。所有受检测的产品都不能限制输出声级音量。 
该报告引发了针对这些设备的标准研发。2017年发布 的 “规个人扩音设备性能标准” 规定了个人扩音设备的最大输出音量为120分贝声压级。2019年，ITU发布了ITU-T H.871[43]“个人声音放大器安全收听指南”。 该指南建议PSAP测量每周的声音暴露量，并保持每周40小时不超过80 dBA的水平。不能监测每周声音暴露量的PSAP应将设备的最大输出限制为95 dBA。它还建议PSAP厂家在其用户指南，包装和广告中提供明确的警报，并告知用户使用该设备有听力损伤的风险，并提供避免这些风险的信息。

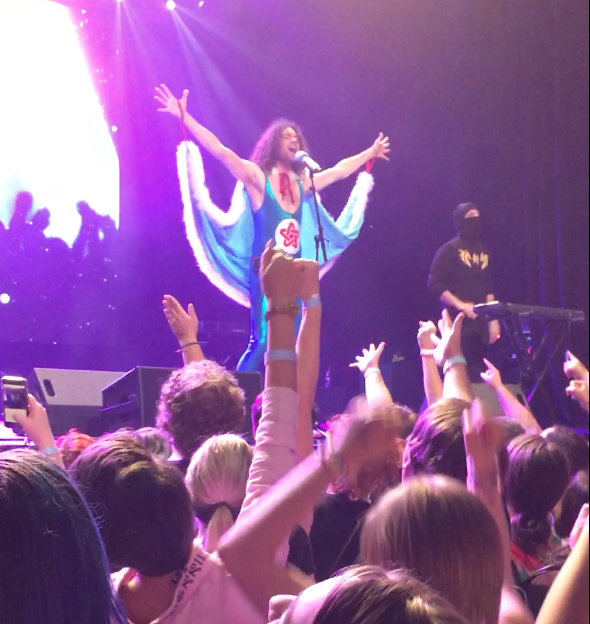
室内娱乐场所的摇滚音乐会现场

2019年，世卫组织发布了一份报告，总结了比利时，法国和瑞士娱乐场所的声音暴露控制法规。 这些案例研究是世卫组织制定娱乐场所声音暴露控制监管框架的第一步。 2020年，有几份报告描述了一些娱乐活动的声音暴露场景和控制程序。这些措施考虑到活动参于人员，职业接触高强度音乐的人员，以及周围社区人员的安全，  介绍了示范国家的技术解决方案，监测和舞台声音的实践，以及在城市环境中执行环境噪声法规的问题。 
为了将观众在音乐场所遭受的听力损失风险降至最低，已经实施了多种声级管理监管方法。 2020年发布的一份报告确定了18条有关娱乐场所声级的法规，其中12条来自欧洲，其余的则来自北美和南美的城市或州。立法方法包括：声级限制，实时声音暴露监控，听力保护设备的强制性供应，标志和警告要求，扬声器放置限制，并确保顾客可以进入安静区域或休息区。 这些措施在降低听力损伤风险方面的有效性尚未评估， 但采用了与工作场所噪声管理一样的的层次控制措施。  
来自一些国家或地区的音乐场所观众们表示他们偏爱较低的声音水平  并且乐于接受提供的耳塞，或方便获得耳塞。    2018年，美国疾病控制与预防中心发布了一项美国成年人暴露于较大声音人娱乐活动期间使用听力保护装置的调查。总体而言，有五分之四的人报告说在参加声音巨大的体育比赛或娱乐活动时从来没有或很少戴护听器。与18至24岁的年轻人相比，年龄在35岁以上的成年人不戴护听器的可能性要高得多。在经常喜欢参加体育赛事的成年人中，很少或从未戴过护听器的女性是男性的两倍。至少受过大学教育或家庭收入较高的成年人戴听护听器的可能性比较高。患有听力障碍或聋哑或听力较弱的家庭成员的成年人戴护听器的可能性更大。 
采取措施降低娱乐场所的听力风险（无论是通过强制性指南还是推荐性标准，无论是否有强制力） ，都面临巨大挑战。它需要来自许多不同专业团体的参与，并且需要场地管理人员和用户的支持。  

## 个人干预
建立有效的公共和社区卫生干预措施，制定适当的法律和法规，以及建立音频系统相关标准，这些都有助于建立安全听力的社会基础设施，个人可以采取相应的措施，以最大程度降低其收听习惯影响听力的风险。 个人安全聆听策略包括： 
- 以安全水平（例如60％音量）收听PLS。降噪耳机和隔音耳机可以避免为了克服背景噪声而调高音量
- 应用程序可以帮助您找了解环境噪声水平使用测量应用程序，一个很好的经验法则是，如果有必如果在该环境下必须提高声音说话才能让一臂之遥的人听到，那么这种环境就有潜在的听力损失危险。远离声源或使用听力保护设备可降低声音暴露水平。
- 监控在高音量环境内停留的时间有助于管理相关风险。在可能的情况下，不时地离开嘈杂的环境，让耳朵休息一下，有助于恢复听力。
- 注意听力损失的警告信号。耳鸣，难以听到高音调（例如鸟儿唱歌或打手机提示音）以及在嘈杂环境难以理解对方的言语，这些症状都提示听力出现了损失。
- 定期进行听力测试。美国语言听力协会建议，对 适龄儿童进行听力筛选，从幼儿园到小学三年级每年检查一次听力；然后再初一和高一再分别检查一此。成人应该每隔十年检查一次听力，50岁之后可以每三年进行一次。如果出现任何听力损失的警告信号，应及早测试听力。 [65] [66]

教育儿童和年轻人了解过度暴露巨大噪声的危害，以及如何养成安全的收听习惯，可有助于保护他们的听力。父母良好自己的听力习惯也能促进子女养成健康的收听习惯。建议卫生保健专业人员向患者宣传听力风险的相关知识，并养成安全的听力习惯。 作为其健康促进活动的一部分，听力专业人员可以在必要时建议适当佩戴护听器，并提供相关信息，培训和适应性测试，以确保个人受到充分而不是过度的听力保护。 

## 另请参阅
- 声音
- 声功率级
- 噪声引起的听力损失
- 噪声调节
- 嘈杂的音乐
- 音乐家的健康问题
- 电子音乐基金会
- 耳鸣
- 复声
- 听觉亢进